# Bessines
Bessines ist eine französische Gemeinde mit 1.882 Einwohnern (Stand: 1. Januar 2022) im Département Deux-Sèvres in der Region Nouvelle-Aquitaine. Sie gehört zum Arrondissement Niort und zum Kanton Frontenay-Rohan-Rohan. Die Einwohner werden Bessinois genannt.

## Geographie
Bessines liegt in der Landschaft Saintonge am Rand der Marais Poitevin. Südlich der Gemeinde verläuft der Fluss Guirande. Das Gemeindegebiet liegt im Regionalen Naturpark Marais Poitevin. Umgeben wird Bessines von den Nachbargemeinden Niort im Norden und Osten, Saint-Symphorien im Südosten, Frontenay-Rohan-Rohan im Süden sowie Magnè im Westen.
Durch die Gemeinde führt die frühere Route nationale 11 (heutige D611).

## Bevölkerungsentwicklung
| Jahr                      | 1962 | 1968 | 1975 | 1982 | 1990 | 1999 | 2006 | 2013 |
| Einwohner                 | 503  | 657  | 976  | 1130 | 1131 | 1358 | 1544 | 1629 |
| Quelle: Cassini und INSEE |      |      |      |      |      |      |      |      |

## Gemeindepartnerschaft
Mit der togolesischen Gemeinde Ezimé besteht seit 1994 eine Partnerschaft.

## Sehenswürdigkeiten
- romanische Kirche Saint-Caprais aus dem 10./11. Jahrhundert, Monument historique

## Persönlichkeiten
- Jean Richard (1921–2001), Schauspieler und Zirkusdirektor